# Orașul iluziilor
Orașul iluziilor (1967) (titlu original City of Illusions) este un roman science fiction post-apocaliptic scris de Ursula K. Le Guin, a cărui acțiune se petrece pe un Pământ din viitorul îndepărtat. Romanul pune bazele ciclului Hainish, în cadrul căruia se petrece acțiunea majorității romanelor SF ale Ursulei K. Le Guin.

## Intriga
Membrii unei mici comunități din estul Americii de Nord găsesc în pădure un om gol, cu un inel de aur pe un deget, care nu e capabil decât să se miște precum un copil de un an și are ochii asemănători celor de pisică. Localnicii îl primesc în mijlocul lor și-i dau numele Falk, educându-l și învățându-l despre Pământ, despre un canon sfânt (nimic altceva decât cartea de bază a daoismului, Daodejing), precum și despre natura maleficilor invadatori shing.
După șase ani, conducătorul comunității îi spune lui Falk că trebuie să-și afle originile, așa încât pornește către Es Toch, orașul shing din munții de pe coasta vestică americană. Pe drum, protagonistul are parte de multe învățături contradictorii legate de natura lui și a shingilor, pe fundalul unor întâlniri cu societățile barabare ale omenirii acelor vremuri. Concluzia la care ajunge pare a fi aceea că lucrurile pe care le credea despre shingi ar fi false - ei par a respecta viața și a fi niște conducători binevoitori în esență și umani. Sugestia este întărită de Estrel, o tânără pe care o întâlnește după ce este capturat de un trib violent, din mâinile căruia cei doi scapă împreună.
Când ajung în Es Toch, Estrel îl trădează pe Falk și-l predă shingilor, de la care află că este membrul unei nave spațiale sosite de pe planeta Werel. Estrel se dovedește a fi o colaboratoare pământeană trimisă să-l găsească pe Falk în sălbăticia așa-numitului Continent 1. Omul află că shingii sunt, de fapt, umani, că n-a existat niciun conflict între Ligă și un invadator extraterestru (ci, dimpotrivă, că aceasta s-a autodistrus prin război civil și exploatare socială), că „dușmanul” nu este decât o invenție a shingilor menită să insufle teama și să permită o guvernare pașnică, că expediția lui Falk a fost atacată de rebeli, care i-au ucis pe majoritatea membrilor și i-au șters acestuia memoria identității lui originale. Shingii au reușit să salveze un membru al echipajului - tânărul și naivul Orry și au pornit în căutarea lui Falk - pilotul expediției și singurul care cunoaște poziționarea exactă a planetei Werel.
Falk nu-i crede pe shingi, despre care consideră în continuare că ar fi extratereștri care au nevoie de el pentru a-i ajuta să găsească planeta Werel și s-o subjuge. Este nevoit să urmeze nun tratament care să-i restaureze memoria originală, dar reușește să-și păstreze și noua identitate - ascunzând-o de shingi. El le dă acestora impresia că va coopera, dar preia controlul asupra navei și pornește spre Werel având la bord un prizonier shing. El își dorește ca poporul său să aibă ocazia să asculte toate trei versiunile asupra adevărului - a sa, a lui Orry și a shingului capturat - și să aleagă singur pe care dorește să-l creadă.

## Personaje
- All-Alonio - un om solitar și profund care-i oferă găzduire lui Falk și-i dezvăluie faptul că shingii sunt puțin numeroși și conduc lumea cu ajutorul minciunilor și al iluziilor
- Estrel - aparent aliata și iubita lui Falk, se dovedește a fi un agent uman al shingilor, a cărei misiune era de a-l găsi și a-l aduce la Es Toch; poartă un colier care, sub aspectul unui obiect religios, ascunde un comunicator și, în cele din urmă, suferă o cădere nervoasă[3], încercând să-l ucidă pe Falk
- Falk - protagonistul, un bărbat de vârstă mijlocie care suferă de amnezie; sub adevărata sa identitate, Ramarren, a fost navigatorul unei expediții trimise de pe Werel spre Pământ
- Har Orry - tânăr controlat de shingi, supraviețuitor al expediției trimise de pe Werel, al cărui rol este de a-l convinge pe Falk de bunăvoința invadatorilor
- Ken Kenyek - savant shing, care, alături de Abundibot și Kradgy, încearcă să-l păcălească și să-l manipuleze pe Falk
- Parth - tânără din pădure care ajută la reeducarea lui Falk și devine iubita acestuia
- Prințul Kansasului - om în vârstă care, fără a folosi forța, conduce o enclavă complexă de aproximativ 200 de oameni care trăiesc în sălbăticie și se află în posesia unor comori cum ar fi o mare bibliotecă, câini domesticiți, sau un aparat care ghicește viitorul
- Zove - figură patriarhală a familiei din pădure care-i oferă lui Falk învățături similare celor ale lui Laozi[4].

## Istoria publicării
Orașul iluziilor a fost primul roman al lui Le Guin care a apărut de sine stătător, nu într-un volum care să cuprindă încă un roman scris de alt autor, ca precedentele ei opere. Orașul iluziilor a fost publicat inițial fără introducere, Le Guin scriind-o pe aceasta abia pentru ediția cartonată apărută în 1977 la Harper & Row. Romanul a fost inclus într-o ediție omnibus alături de Lumea lui Rocannon și Planeta exilului, întâi într-un volum din 1978 intitulat Three Hainish Novels, apoi într-un alt volum, apărut în 1996 și intitulat Worlds of Exile and Illusion.

## Semnificație literară și opinii critice

### Primirea
La fel ca precedentele romane ale ciclului Hainish, Orașul iluziilor a atras prea puțin atenția criticilor la data publicării.  Subsequently, it has not received as much critical attention as many of Le Guin's other works.
În ceea ce privește rolul jucat în dezvoltarea canonului science fiction, se consideră că Orașul iluziilor combină sensibilitatea SF-ului tradițional britanic cu imaginile SF-ului american și ideile antropologice.
Privin trilogia Hainish originală ca întreg, Susan Wood notează că „ficțiunea inovativă și de divertisment se dezvoltă pe bazele conceptuale solide ale valorilor umane afirmate”. Ea merge mai departe, arătând că speculația filozofică este cel mai important element al romanului. Dena C. Bain este de părere că Orașul iluziilor, la fel ca romanele Mâna stângă a întunericului și Deposedații, este impregnat cu „daoism”.
Un erudit SF atrage atenția asupra faptului că Orașul iluziilor, împreună cu Lumea lui Rocannon și Orașul iluziilor, prezintă lupta unui scriitor aflat la început de drum de a stabili un cadru plauzibil, memorabil și inovator pentru textele sale.
Autoarea însăși a făcut câteva comentarii legate de Orașul iluziilor în introducerea la ediția cartonată din 1978. Le Guin a fost încântată să folosească propria traducere după Daodejing și și-a dorit să imagineze o lume mai puțin populată, păstrând câteva elemente civilizatoare idealiste. Ea a declarat că regretă faptul că descrierea antagoniștilor, shingii, nu a fost convingătoare în catalogarea lor drept răi.

### Teme
Elementul central al Orașului iluziilor îl reprezintă definirea și punerea sub semnul întrebării a adevărului, ale cărui rădăcini se regăsesc în vorbirea mentală care permite doar exprimarea adevărului introdusă în Planeta exilului și în modificările ambigue făcute de shingi asupra ei.
Prin extensie, alte teme prezente sunt iluzia și ambiguitatea. Romanul este, în același timp, o poveste SF a unui colaps postindustrial și un text polițist. El începe cu un om care nu are amintiri și ai cărui ochi sugerează că n-ar fi uman, ceea ce ridică întrebări privind adevărata sa natură: dacă este om sau extraterestru și dacă este unealta sau victima shingilor, dușmanul omenirii. De-a lungul călătoriei, însăși natura shingilor este pusă sub semnul întrebării. Tema iluziei și ambiguității este prezentă pe tot parcursul cărții - atât în ceea ce privește comportamentul (principalul personaj feminin pare a fi prieten în primă fază, apoi devine trădător, pentru ca, în final, să poată fi privit din ambele perspective) cât și al mediului fizic (orașul Es Toch este plin de iluzii vizuale).
Douglas Barbour indică imagistica luminoasă/întunecată ca fir comun al operelor din trilogia inițială Hainish, strâns legat de daoismul din Daodejing, o carte cu o importanță aparte pentru protagonist. Povestea personajului principal din Orașul iluziilor începe și se sfârșește în întuneric și, la fel ca multe imagini similare, orașul Es Toch este descris ca un loc al întunericului și al luminilor strălucitoare.
Deși Le Guin și-a localizat orașul Es Toch în Parcul Național Black-Canyon-of-the-Gunnison, James W. Bittner demonstrează că Es Toch, la fel ca multe peisaje ale lui Le Guin, reprezintă atât o imagine, cât și un simbol cu valoare și semnificație subconștientă. Susan Wood merge mai departe și arată că orașul este „construit deasupra abisului, un loc sfânt”
Charlotte Spivack consideră că Orașul iluziilor include preocuparea lui Le Guin pentru contrastele, în special pentru necesitatea de a reconcilia conceptele opuse, element daoist, care are loc în mintea divizată a lui Falk.
O altă temă notabilă a romanului este cea a izolării și a separatismului, povestea concentrându-se pe un protagonist care nu reușește să stabilească o legătură durabilă cu niciun personaj.
O temă minoră o reprezintă explorarea unei culturi opresive patriarhale.

## Traduceri în limba română
- 2015 - Orașul iluziilor, ed. Nemira, 432 pag., traducere Mihai-Dan Pavelescu, ISBN 978-606-579-969-1